# آویادویگاتل پی‌دی-۱۴
آویادویگاتل پی‌دی-۱۴ (پیش از این با عنوان PS-14 شناخته می‌شد) یک موتور توربوفن است که توسط آویادویگاتل برای تأمین پیشرانه هواپیمای مسافربری دوموتورهٔ یاکوولف ام‌اس-۲۱ توسعه یافته‌است.

## کاربرد
- پی‌دی-۱۴: یاکوولف ام‌سی-۲۱، یوای‌سی/اچ‌ای‌ال ۲-۲۱۴
- پی‌دی-۱۰: سوخو سوپرجت ۱۳۰
- پی‌دی-۱۲وی: میل می-۲۶